# Jean Nouguès
Jean-Charles Nouguès (* 25. April 1875 in Bordeaux, Aquitaine; † 28. August 1932 in Paris, Ile de France) war ein französischer Komponist.

## Leben und Wirken
Nach seiner Ausbildung als Schüler (in der Gironde) debütierte er im Alter von 21 Jahren am Grand Théâtre de Bordeaux mit seiner ersten Oper Le Roi Papegai.
Anschließend nahm er ein Studium in Paris bei Jules Massenet auf. Seine Oper Thamyris wurde 1904 inszeniert. Im folgenden Jahr schuf er die Musik zu Tintangiles Tod von Maeterlinck (Paris 1905) und zu Quo vadis? von Henryk Sienkiewicz (Paris 1909, gespielt auch zur Eröffnung der Volksoper Budapest und im Teatro Liceu in Barcelona am 27. November 1920).
Zusätzlich zu den oben erwähnten komponierte er noch folgende Arbeiten:
- La mort de Tintagiles (1905)
- Chiquito, le joueur de pelote ou Scènes de la vie basque (1909)
- L’Auberge rouge (1910)
- La Vendetta (1911)
- L’Aigle (1912)
- La danseuse de Pompéi (1912)
- Narkiss (1913)
- Cyrano de Bergerac (1919)
- L’Homme qui vendit son âme au diable (1926)
- La Bouquetière de St Sulpice (1927)
- Les Commères du marché Saint-Germain (1927)
- Le Marchand d’images (1927)
- Le Scarabée bleu (1931)